# Wahlkreis Rom – Municipio XIV (Camera dei deputati)
Der Wahlkreis Rom – Municipio XIV ist seit 2020 ein Wahlkreis (italienisch collegio elettorale) für die Wahl der Abgeordnetenkammer.

## Wahlkreisgebiet
| Wahlkreise – Camera dei deputati – Latium | Wahlkreise – Camera dei deputati – Latium | Wahlkreise – Camera dei deputati – Latium |
| Provinz                                   | Provinz                                   | Gemeinden nach Provinzen ⮞ Wahlkreis |
| ----------------------------------------- | ----------------------------------------- | --- |
|                                           | Metropolitanstadt Rom (121 Gemeinden)     | ↳ Latium 1: Teil Roms ⮞ Wahlkreis Rom – Municipio I Teil Roms ⮞ Wahlkreis Rom – Municipio III Teil Roms ⮞ Wahlkreis Rom – Municipio V 1 + Teil Roms ⮞ Wahlkreis Rom – Municipio VII 1 + Teil Roms ⮞ Wahlkreis Rom – Municipio X 1 + Teil Roms ⮞ Wahlkreis Rom – Municipio XI Teil Roms ⮞ Wahlkreis Rom – Municipio XIV 63 ⮞ Wahlkreis Guidonia Montecelio 18 ⮞ Wahlkreis Velletri ↳ Latium 2: 30 ⮞ Wahlkreis Rieti 6 ⮞ Wahlkreis Viterbo |
|                                           | Provinz Frosinone (91 Gemeinden)          | 60 ⮞ Wahlkreis Frosinone 31 ⮞ Wahlkreis Terracina |
|                                           | Provinz Latina (33 Gemeinden)             | 17 ⮞ Wahlkreis Latina 16 ⮞ Wahlkreis Terracina |
|                                           | Provinz Rieti (73 Gemeinden)              | alle ⮞ Wahlkreis Rieti |
|                                           | Provinz Viterbo (60 Gemeinden)            | 48 ⮞ Wahlkreis Viterbo 12 ⮞ Wahlkreis Rieti |

Der Wahlkreis umfasst einen Teil der Gemeinde Rom, genauer gesagt 3 Stadtbezirken (municipi), d. h. das Municipio XIII, das Municipio XIV und das Municipio XV.

## Wahlergebnisse

### Parlamentswahl 2022
| Kandidaten                          | Kandidaten            | Stimmen | %    | Listen                                                  | Stimmen | %    |
| ----------------------------------- | --------------------- | ------- | ---- | ------------------------------------------------------- | ------- | ---- |
|                                     | Federico Frenigewählt | 91.317  | 42,0 | Fratelli d’Italia                                       | 67.314  | 31,0 |
| Lega per Salvini Premier            | Federico Frenigewählt | 91.317  | 42,0 | 11.345                                                  | 5,2     |      |
| Forza Italia                        | Federico Frenigewählt | 91.317  | 42,0 | 11.238                                                  | 5,2     |      |
| Noi Moderati                        | Federico Frenigewählt | 91.317  | 42,0 | 1.420                                                   | 0,7     |      |
|                                     | Carlo Romano          | 62.754  | 28,9 | Partito Democratico – Italia Democratica e Progressista | 45.245  | 20,8 |
| Alleanza Verdi e Sinistra           | Carlo Romano          | 62.754  | 28,9 | 8.408                                                   | 3,9     |      |
| +Europa                             | Carlo Romano          | 62.754  | 28,9 | 7.887                                                   | 3,6     |      |
| Impegno Civico – Centro Democratico | Carlo Romano          | 62.754  | 28,9 | 1.214                                                   | 0,6     |      |
|                                     | Carola Penna          | 27.094  | 12,5 | Movimento 5 Stelle                                      | 27.094  | 12,5 |
|                                     | Valentina Grippo      | 26.007  | 12,0 | Azione – Italia Viva                                    | 26.007  | 12,0 |
|                                     | Carlotta Chiaraluce   | 3.071   | 1,4  | Italexit per l’Italia                                   | 3.071   | 1,4  |
|                                     | Claudio Stamegna      | 3.056   | 1,4  | Unione Popolare                                         | 3.056   | 1,4  |
|                                     | Paolo Gulisano        | 2.584   | 1,2  | Italia Sovrana e Popolare                               | 2.584   | 1,2  |
|                                     | Andrea Mencarelli     | 1.111   | 0,5  | Vita                                                    | 1.111   | 0,5  |
|                                     | Massimo Boschi        | 411     | 0,2  | Alternativa per l’Italia (PdF – Exit)                   | 411     | 0,2  |
| Gesamt                              | Gesamt                | 217.405 | 100  |                                                         | 217.405 | 100  |
|                                     |                       |         |      |                                                         |         |      |
| Ungültige Stimmen                   | Ungültige Stimmen     | 5.473   | 2,5  |                                                         |         |      |
| Wähler                              | Wähler                | 222.878 | 65,0 |                                                         |         |      |
| Wahlberechtigte                     | Wahlberechtigte       | 342.671 |      |                                                         |         |      |
|                                     |                       |         |      |                                                         |         |      |
| Quelle: Innenministerium            |                       |         |      |                                                         |         |      |